# گریت بنتلی
گریت بنتلی (به انگلیسی: Great Bentley) یک روستا و محله مدنی در بریتانیا است که در تندرینگ واقع شده‌است. گریت بنتلی ۲٬۲۵۳ نفر جمعیت دارد.